# Nirmala Sitharaman
Nirmala Sitharaman (Madurai, 18 de agosto de 1959) es una política india del Partido Popular Indio (BJP), siendo ministra de Defensa desde 2017 y miembro del Rajya Sabha, cámara alta del Parlamento indio, desde 2016. Sitharaman es la segunda ministra de defensa femenina de India. Se ha desempeñado como Ministra de Estado por Asuntos de Finanzas y Corporativos bajo el Ministerio de Finanzas y como Ministra de Comercio e Industria como cargo independiente. Previo a esto, se ha desempeñado como vocera nacional del BJP.

## Vida personal
Nirmala nació en Madurai, Tamil Nadu, hija de Savitri y Narayanan Sitharaman. Su padre, Narayanan, era de Musiri, Tiruchirappalli, mientras la familia de su madre era originaria de Thiruvenkadu, y de Thanjavur y Salem -distritos de Tamil Nadu-.  Su padre era un empleado de Indian Railways (compañía de ferrocarriles indio) y por ello Nirmala pasó su niñez en varias partes del estado. Ella estudió en Madras y Tiruchirappalli. Nirmala obtuvo un BA en economía en la universidad Seethalakshmi Ramaswamy en Tiruchirapalli y una maestría en la universidad Jawaharlal Nehru, Delhi, en 1984.
Sitharaman conoció a su marido, Parakala Prabhakar, un Telugu Brahmin, de la localidad  Narsapuram en Andhra Pradesh, mientras estudiaba en la universidad Jawaharlal Nehru . Mientras Nirmala se inclinó hacia el BJP, su marido era de una familia a favor del Congreso Nacional Indio. Se casaron en 1986. Prabhakar se desempeñó como consejero en comunicaciones para el ministro en Jefe de Andhra Pradesh, cuyo nombre era Chandrababu Naidu.

## Carrera política
Nirmala Sitharaman se unió al BJP en 2008 y ha sido  portavoz del partido. En 2014, fue llamada a formar parte del gabinete de Narendra Modi como ministra y en junio de 2014, fue elegida como miembro de la Rajya Sabha por Andhra Pradesh.
En mayo de 2016, fue una de las 12 candidatas nominadas por el BJP para disputar las elecciones a la Rajya Sabha previstas para el 11 de junio de 2016. Exitosamente consiguió su escaño en Karnataka. El 3 de septiembre de 2017, fue ascendida a Ministro de Defensa, siendo la segunda mujer después de Indira Gandhi en ocupar dicho cargo.

## Carrera no política
Sitharaman trabajó como vendedora en Hábitat, una tienda de decoración de casas en la calle Regent de Londres. Ha sido asistente a Economista en la Asociación de Ingenieros Agrícola en el Reino Unido. Durante su estancia en el Reino Unido, también fue Directora Sénior (I+D) para Price Waterhouse y brevemente en el Servicio Mundial de la BBC.
También ha sido miembro de la Comisión Nacional para Mujeres. En 2017, ella fue una de las directoras fundadoras de Pranava en Hyderabad.